# أنطونيو غاريدو
أنطونيو غاريدو (بالإسبانية: Antonio Garrido)‏ هو لاعب غولف إسباني، ولد في 2 فبراير 1944 في مدريد في إسبانيا.

## وصلات خارجية
- أنطونيو غاريدو على موقع رابطة أوروبا للاعبي الغولف المحترفين (الإنجليزية)
- أنطونيو غاريدو على موقع التصنيف العالمي الرسمي للغولف (الإنجليزية)